# Новолей
Новолей (рос. Новолей) — присілок у складі Ардатовського району Нижньогородської області. Входить до складу робітничого селища Ардатов. Входило до складу скасованої Котовської сільської ради.

## Географія
Розташоване за 10 км на північний захід від робітничого поселення Ардатов, на березі маленької річки.
У центрі села маленьке озеро. За 1 км від села розташовані ліси: на північному сході - змішані, на південному заході - листяні.

## Населення
| 1999 | 2002 | 2010 |
| ---- | ---- | ---- |
| 29   | ↘17  | ↘7   |